# Eduardo J. Correa
Eduardo José Correa Olavarrieta (Aguascalientes, 19 de noviembre de 1874-Ciudad de México, 3 de junio de 1964) fue un escritor, periodista, editor y político mexicano. Se destacó por su activismo católico y por su contribución a la cultura literaria de México durante el periodo de la Revolución Mexicana y en los años posteriores. Su legado se extiende tanto en la literatura como en el ámbito político-social, siendo uno de los representantes de la llamada "inteligencia católica provinciana"de la época.

## Vida y obra
Eduardo J. Correa nació el 19 de noviembre de 1874 en la ciudad de Aguascalientes, hijo del notario Salvador Correa, quien también era dueño de una imprenta. Desde temprana edad, Correa estuvo expuesto al mundo editorial y al activismo católico gracias a la influencia de su padre, quien publicaba periódicos como El Soldado de la Fe y La Voz de la Justicia en defensa de causas religiosas. Su educación comenzó en el Seminario Conciliar de Santa María de Guadalupe en Aguascalientes, institución creada por iniciativa de grupos católicos locales, incluyendo a su propio padre.

### Trayectoria literaria y editorial
Correa inició su carrera periodística y editorial a los dieciséis años, cuando dirigió su primer periódico. En 1900, fundó La Bohemia, un quincenal literario inspirado en la ópera de Puccini. La Bohemia reunió a autores tanto de Aguascalientes como de otras partes del país, incluyendo figuras como Enrique González Martínez y Manuel Caballero. Esta publicación reflejaba el interés de Correa por crear un espacio de difusión cultural independiente de los grandes centros urbanos como la Ciudad de México.
En 1904 fundó La Provincia junto a a José Flores y Amando de Alba. Se trataba de una revista ilustrada que tenía un enfoque más amplio, incorporando ciencias y artes, con el propósito de dar voz a los autores provincianos. La revista también incluyó traducciones de autores internacionales como Guy de Maupassant y Edgar Allan Poe, mostrando la intención de Correa de conectar a sus lectores con la literatura mundial. La Provincia fue importante para autores "provincianos", como el jalisciense Francisco González León, los zacatecanos Manuel y Severo Amador, el regiomontano Junco de la Vega o la potosina Luisa Godoy.
En el mismo periodo, Eduardo J. Correa comenzó a editar El Observador, un periódico que se mantuvo en circulación con algunas interrupciones durante la primera década del siglo XX. El Observador se anunciaba como un "semanario independiente de información política, literaria, social, artística y comercial". En este periódico, Ramón López Velarde, que por entonces tenía 19 años, publicó sus primeros escritos firmados bajo el seudónimo "Aquiles" en 1907. Este hecho marcó el inicio de una estrecha relación entre ambos escritores, que se prolongó a lo largo de los años.
En 1909, Correa publicó En la paz del otoño, un libro de poesía que fue prologado por su amigo Ramón López Velarde. El poeta zacatecano (López Velarde), en sus comentarios sobre el libro, elogia sus “octosílabos de cristal, diáfanos como los de Juan Ramón Jiménez” que, “por la forma (me evocan) un panorama halagüeño, y por la sustancia un ambiente melancólico. Es como una bella ciudad en un valle entristecido”.
En el ámbito editorial, Correa también tuvo una destacada participación en diversos proyectos editoriales en Guadalajara, a donde fue invitado por el arzobispo José de Jesús Ortiz para dirigir el periódico El Regional. La intención era colaborar con publicaciones que buscaran promover los valores católicos y ofrecer una voz alternativa a los movimientos anticlericales de la época. Esto le permitió continuar defendiendo los principios católicos en un contexto de crecientes tensiones entre el Estado y la Iglesia.
Hacia 1912, y también en Guadalajara, Correa fundó la revista Pluma y Lápiz, orientada a promover "la buena lectura" en un contexto de crecientes tensiones políticas y cambios culturales. Esta publicación reflejaba sus preocupaciones respecto a lo que consideraba una decadencia moral y buscaba proporcionar un contrapeso mediante la difusión de literatura y valores cristianos. En ella colaboraron autores como Ramón López Velarde y Alfredo R. Placencia, consolidándose así como un proyecto de resistencia cultural frente a las influencias modernas que Correa consideraba nocivas.
Por su labor con El Regional en Guadalajara, durante el mismo año de 1912 el monseñor José Mora y del Río ofreció a Eduardo J. Correa la dirección del diario La Nación. El autor aceptó y emigró entonces a la Ciudad de México. Este diario fue un importante órgano de difusión del catolicismo y del Partido Católico Nacional. A través de esta publicación, Correa colaboró activamente en la difusión de ideas conservadoras y en la defensa de la religión y la moral frente a los embates del gobierno revolucionario. Su trabajo en La Nación fue parte esencial de su compromiso con el activismo católico y la resistencia cultural durante un periodo particularmente complejo en la historia de México.
Una de sus obras más conocidas es Un viaje a Termápolis, en la cual presenta una crítica a los procesos de modernización y los conflictos sociales de Aguascalientes, al que denomina Termápolis. Esta novela fusiona descripciones de la vida provinciana con simbolismos que reflejan el conflicto entre la tradición y la modernidad, una constante en la obra de Correa. Según la Enciclopedia de la Literatura en México, esta novela destaca como una de sus aportaciones más valiosas, ya que captura la idiosincrasia de la vida urbana y rural de principios del siglo XX, mostrando el impacto de la Revolución Mexicana en la sociedad de Aguascalientes.
Eduardo J. Correa también dejó un importante testimonio personal a través de su diario de 1917-1918, donde registró sus vivencias y reflexiones durante un año crucial para México: la promulgación de la Constitución de 1917. Este diario aporta una perspectiva única sobre la vida en México durante la Revolución, vista desde los ojos de un escritor profundamente comprometido con la fe católica. Asimismo, su Autobiografía íntima, escrita a los noventa años, es una obra significativa que recoge tanto su trayectoria literaria como sus experiencias personales y profesionales.

### Actividad política y social
Correa fue un miembro activo del Partido Católico Nacional, el cual surgió en respuesta a las políticas anticlericales de la Revolución Mexicana. El partido tuvo una breve vida política, colapsando tras el golpe de Estado de Victoriano Huerta, lo cual provocó que Correa se retirara parcialmente de la vida pública, aunque continuó escribiendo y recopilando información para "la verdadera historia de México que se escribirá algún día".
Durante los años de la Revolución Mexicana, Eduardo J. Correa también impulsó la creación de una Escuela Libre de Derecho, como una alternativa a la educación estatal. La escuela fue concebida para ofrecer una visión del mundo alejada del positivismo darwiniano que predominaba en la enseñanza oficial, aunque el proyecto no tuvo el respaldo necesario para prosperar y cerró después de un año.

### Relación con Ramón López Velarde
Uno de los aspectos más destacados de la vida de Eduardo J. Correa fue su amistad con el poeta Ramón López Velarde. Correa fue un mentor para López Velarde en sus primeros años como escritor, brindándole un espacio en sus publicaciones y orientándolo literariamente. Esta amistad fue clave en la carrera de López Velarde, quien consideraba a Correa como "el literato sancionado del lugar".

### Legado
Eduardo J. Correa es recordado como una figura relevante del activismo católico y la vida cultural de Aguascalientes y de México en general. A través de su trabajo como editor, escritor y político, Correa contribuyó a la defensa de la Iglesia Católica en un periodo de crecientes tensiones políticas y sociales. Sus obras y publicaciones son un testimonio importante de la lucha por mantener viva la tradición católica en un contexto de cambio social profundo, además de constituir un referente de la literatura mexicana del siglo XX.
En reconocimiento a su legado, el Gobierno del Estado de Aguascalientes considera a Eduardo J. Correa como uno de los personajes históricos clave de la región. Su influencia como periodista, editor y promotor cultural fue fundamental para el desarrollo de la literatura y la cultura en Aguascalientes durante las primeras décadas del siglo XX.

## Obra
Entre sus obras, destacan las siguientes:
- En la paz de otoño (1909)
- Las almas solas (1930)
- El dolor de ser máquina (1932)
- Un viaje a Termápolis (1937)
- Lo que todos hacemos (1941)
- Viñetas de Termápolis (1945)
- Dolor, sabio maestro (1948)
- Una vida para la poesía y la literatura: Autobiografía íntima. Notas diarias (2015). [Reedición preparada por la Universidad Autónoma de Aguascalientes de la Autobiografía íntima (1964) y los textos de un cuaderno aquí nombrado Notas Diarias de 1917-1918]